# Dušan Vlašić
Dušan Vlašić (Rijeka, 5. lipnja 1898. – Split, 25. listopada 1985.) bio je, uz Niku Carevića, jedan od dvojice prvih ortopeda u Dalmaciji.

## Životopis
Dušan Vlašić rodio se 5. lipnja 1898. u Rijeci gdje je završio osnovnu i srednju školu. Maturirao je 1916. godine na Sušaku. Sudjelovao je u Prvome svjetskom ratu sve do kraja 1918. 
Studirao je medicinu u Pragu diplomiravši 1925. godine. Od 1927. do 1929. radio je u Lječilištu za koštano-zglobnu tuberkulozu u Kraljevici. Specijalizaciju iz ortopedije završio je u Zagrebu 1930. godine. 
Godine 1936. postao je odjelni (primarni) liječnik u Zakladnoj bolnici u Zagrebu. Sudjelovao je u Drugome svjetskom ratu kao dobrovoljac od 1943. do 1945. u partizanima. Tijekom i nakon II. svjetskog rata obavljao je mnoge dužnosti, primjerice bio je upravnikom bolnice za reparatornu kirurgiju u Zagrebu te direktor bolnice za koštanozglobnu tuberkulozu u Rovinju (1948. – 1949.). Svojim zalaganjem podigao je bolnicu u Rovinju na razinu instituta koji je postao jedna od najboljih i najčuvenijih ustanova za liječenje koštano-zglobne tuberkuloze. Tada je bolest bila rasprostranjena te je u ustanovu dolazio veliki broj pacijenata. Osnovao je školu za medicinske sestre kao prvu takve vrste na hrvatskim prostorima. Okupljao je i mlade liječnike koje je poučavao ortopediji dajući im i tečajeve stranih jezika.
Nakon što je ustanova stručno i personalno ojačala, vratio se u Split 1949. gdje je preuzeo svoj bivši odjel na kojem je ostao sve do umirovljenja 1962. Godine 1950. postao je primarijusom. I u Splitu se bavio izobrazbom mladih kadrova, naročito liječnika specijalista, kao i ostaloga medicinskog osoblja. Redovito se bavio stručno-znanstvenim radom.
Održao je brojna stručna predavanja i napisao veći broj znanstvenih radova. 

## Priznanja
Za svoj samoprijegorni rad dr. Vlašić dobio je brojna priznanja i odlikovanja. 
- Orden za hrabrost
- Orden zasluge za narod II. reda
- Orden rada sa crvenom zastavom
- Orden Republike sa srebrnim vijencem (1964.)
- Počasni član Zbora liječnika Hrvatske (1970.)
- Počasni član Udruženja ortopeda i traumatologa Jugoslavije (1947.)
- Diplomu (spomen-plaketu) u povodu 100 godina ZLH (1974.)
- Srebrni grb Grada Splita (1980.)[1]